# Heinrich Ernst Beyrich
Heinrich Ernst Beyrich (31. srpna 1815 Berlín – 9. července 1896 Berlín) byl německý geolog a paleontolog. Pro českou paleontologii byly významné jeho monografie o trilobitech z Českého krasu (první, které se obsáhle věnovaly jen tomuto tématu).

## Dílo
- Ueber einige organische Reste der Lettenkohlenbildung in Thüringen. Zeitschrift der Deutschen Geologischen Gesellschaft, II, 153 – 168, Tafel VI, Berlin 1850
- Überslcht über die im Muschelkalk zu Rüdersdorf bei Berlin bis jetzt aufgefundenen Ammoniten. Zeitschrift der Deutschen Geologischen Gesellschaft. 6: 513-515, Berlin 1854
- Über die Crinoiden des Muschelkalks. Physikalische Abhandlungen der Königlichen Akademie der Wissenschaften zu Berlin aus dem Jahr 1857, 1 – 49, 2 Tafeln, Berlin 1858
- Ueber Ammoniten des unteren Muschelkalks. Zeitschrift der Deutschen Geologischen Gesellschaft, X, 208 – 214, Tafel IV, Berlin 1858
- Über einige Cephalopoden aus dem Muschelkalk der Alpen und über verwandte Arten. Abhandlungen der Königlichen Akademie der Wissenschaften zu Berlin aus dem Jahr 1866, 105 – 149, 5 Tafeln, Berlin 1867